# Вім ван Ганегем
Віллем ван Ганегем (нід. Willem van Hanegem, нар. 20 лютого 1944, Брескенс) — нідерландський футболіст, що грав на позиції півзахисника. По завершенні ігрової кар'єри — тренер. Футболіст року в Нідерландах (1971).
Один із лідерів «Феєнорда» 1970-х років, з яким виграв низку національних трофеїв, а також став володарем Кубка європейських чемпіонів, Міжконтинентального кубка та Кубка УЄФА. Згодом працював з цим клубом і як тренер, вигравши з командою чемпіонат, Кубок і Суперкубок Нідерландів. Крім цього виступав за національну збірну Нідерландів, з якою став віце-чемпіоном світу та бронзовим призером чемпіонату Європи.

## Клубна кар'єра
Народився 20 лютого 1944 року в місті Брескенс. Вихованець «Велокса», у складі якого 1962 року дебютував на дорослому рівні і провів чотири сезони у другому за рівнем дивізіоні країни.
Протягом 1966—1968 років захищав кольори команди «Ксеркс» у вищому дивізіоні, післячого потрапив у «Феєнорд». Відіграв за команду з Роттердама наступні вісім сезонів своєї ігрової кар'єри. Більшість часу, проведеного у складі «Феєнорда», був основним гравцем команди і одним з головних бомбардирів команди, маючи середню результативність на рівні 0,36 голу за гру першості. За цей час тричі виборював титул чемпіона Нідерландів і один раз національний Кубок, крім того 1970 року ставав володарем Кубка чемпіонів УЄФА та Міжконтинентального кубка, а 1974 року виграв Кубок УЄФА.
Згодом з 1976 року грав за АЗ, з яким виграв Кубок Нідерландів 1978 року. Після цього у сезоні 1979 року грав у американському НАСЛ за «Чикаго Стінг», після чого повернувся на батьківщину і грав за «Утрехт».

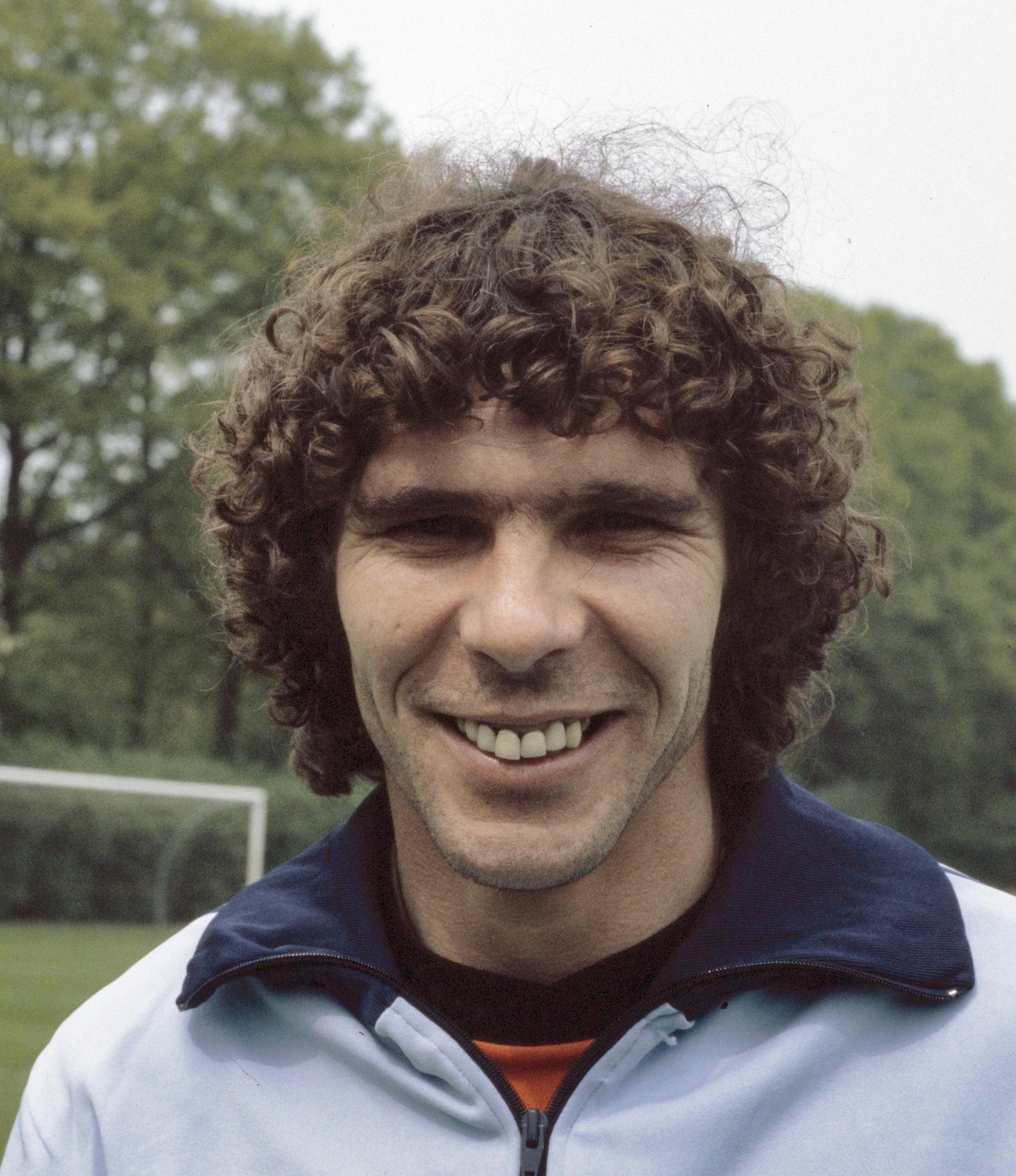
Віллем ван Ганегем у 1978 році.

Завершив професійну ігрову кар'єру в «Феєнорді», у складі якого вже виступав раніше. У 1983 році Вім став з командою віце-чемпіоном Нідерландів і того ж року закінчив виступи.

## Виступи за збірну
30 травня 1968 року дебютував в офіційних іграх у складі національної збірної Нідерландів в товариському матчі проти збірної Шотландії, який завершився з рахунком 0:0.
У складі збірної був учасником чемпіонату світу 1974 року в ФРН, на якому зіграв у всіх матчах нідерландської збірної і разом з командою здобув «срібло». Через два роки зіграв і на чемпіонаті Європи 1976 року в Італії, на якому команда здобула бронзові нагороди.
Свій останній виступ за збірну ван Ганегем провів у товариському матчі проти збірної Бельгії 26 вересня 1979 року, той матч завершився перемогою голландців з рахунком 1:0. Всього ж протягом кар'єри у національній команді, яка тривала 12 років, провів у формі головної команди країни 52 матчі, забивши 6 голів.

## Кар'єра тренера
Після заверешенні ігрової кар'єри залишився у «Феєнорді», де працював у тренерському штабі команди, а з 1986 року був асистентом головного тренера в «Утрехті».
1992 року став головним тренером «Феєнорда», тренував команду з Роттердама три роки, вигравши чемпіонат в 1993 році і національний кубок у 1994 і 1995 роках, втім у жовтні 1995 року йому довелося піти після невдалого старту нового сезону.
Згодом протягом 1995—1996 років очолював тренерський штаб аравійського клубу «Аль-Хіляль», після чого повернувся на батьківщину і тренував АЗ, з яким 1998 року виграв Еерстедивізі і вийшов у вищий дивізіон.
2001 року прийняв пропозицію попрацювати у клубі «Спарта», втім вже наступного року став асистентом Діка Адвоката у збірній Нідерландів, і в такому статусі дійшов з командою до півфіналу Євро-2004.
З літа 2007 року був головним тренером «Утрехта» і був звільнений з посади 23 грудня 2008 року після суперечки з власником клубу.

## Титули і досягнення

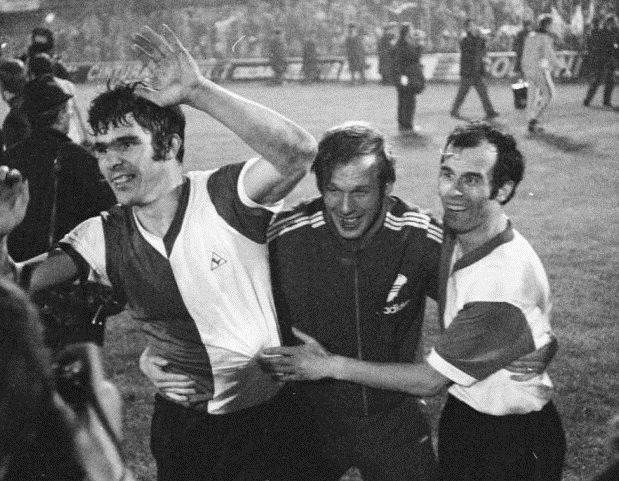
Віллем ван Ганегем з партнерами святкує перемогу у фіналі Кубка європейських чемпіонів 1969/70.

### Як гравець
- Чемпіон Нідерландів (3):

«Феєнорд»: 1968–69, 1970–71, 1973–74
- Володар Кубка Нідерландів (2):

«Феєнорд»: 1968–69
АЗ: 1977–78
- Володар Кубка чемпіонів УЄФА (1):

«Феєнорд»: 1969–70
- Володар Міжконтинентального кубка (1):

«Феєнорд»: 1970
- Володар Кубка УЄФА (1):

«Феєнорд»: 1973–74
- Віце-чемпіон світу: 1974

### Як тренер
- Чемпіон Нідерландів (1):

«Феєнорд»: 1992–93
- Володар Кубка Нідерландів (2):

«Феєнорд»: 1993–94, 1994–95